# Biserica de lemn „Sfântul Arhanghel Mihail” din Brînzeni
Biserica de lemn „Sf. Arhanghel Mihail” este o biserică amplasată în Brînzeni, raionul Edineț, Republica Moldova. Este un monument arhitectural de importanță națională inclus în Registrul monumentelor Republicii Moldova ocrotite de stat cu nr. 824 (raionul Edineț). Datează din sec. XIX.